# Brendan O'Carroll
Brendan O'Carroll (Finglas, 15 settembre 1955) è un attore e scrittore irlandese noto per aver creato e interpretato in televisione e in teatro il personaggio comico di Agnes Browne.
È membro del Mensa.

## Opere
- Brendan O'Carroll, Agnes Browne nonna, traduzione di Gaja Lombardi Cenciarelli, Neri Pozza Editore, 2009, ISBN 9788854502673.
- Brendan O'Carroll, I marmocchi di Agnes, traduzione di Gaja Lombardi Cenciarelli, Neri Pozza Editore, 2010, ISBN 9788854502864.
- Brendan O'Carroll, Agnes Browne mamma, traduzione di Gaja Lombardi Cenciarelli, Neri Pozza Editore, 2011, ISBN 9788854504875.
- Brendan O'Carroll, Birra e cazzotti, traduzione di Gaja Lombardi Cenciarelli, Neri Pozza Editore, 2011, ISBN 9788854505957.
- Brendan O'Carroll, Agnes Browne ragazza, traduzione di Massimiliano Morini, Neri Pozza Editore, 2009, ISBN 9788854503618

## Filmografia parziale

### Cinema

#### Attore
- Due sulla strada (The Van), regia di Stephen Frears (1996)
- La storia di Agnes Browne (Agnes Browne), regi di Anjelica Huston (1999)
- Le ceneri di Angela (Angela's Ashes), regia di Alan Parker (1999)
- Dick Dickman P.I., regia di Barry O'Neill (2008)
- Mrs. Brown's Boys D'Movie, regia di Ben Kellett (2014)

#### Sceneggiatore
- La storia di Agnes Browne (Agnes Browne), regi di Anjelica Huston (1999)
- Mrs. Brown's Boys D'Movie, regia di Ben Kellett (2014)

### Televisione

#### Attore
- Mrs. Brown's Boys: The Original Series, regia di Brendan O'Carroll - serie TV, 7 episodi (2002-2008)
- The Fattest Man in Britain, regia di David Blair - film TV  (2009)
- Mrs. Brown's Boys - serie TV, 38 episodi (2011-2021)
- The Security Men, regia di David Drury - film TV (2013)

#### Sceneggiatore
- Mrs. Brown's Boys: The Original Series, regia di Brendan O'Carroll - serie TV, 7 episodi (2002-2008)
- Mrs. Brown's Boys - serie TV, 21 episodi (2011-2021)